# محمد جابر (بازیکن فوتبال)
محمد جابر (عربی: محمد جابر؛ زادهٔ ۹ مهٔ ۱۹۹۵) یک بازیکن فوتبال اهل مصر است.

## باشگاهی
از باشگاه‌هایی که در آن بازی کرده‌است می‌توان به باشگاه ورزشی زمالک اشاره کرد.